# Cleome
Genre
Classification APG III (2009)
Cleome est un genre de plantes à fleurs de la famille des Capparaceae selon la classification classique ou des Cleomaceae selon la classification phylogénétique.
Dipterygium est un synonyme de Cleome.

## Liste d'espèces

### SelonITIS
- Cleome aculeata L.
- Cleome diffusa Banks ex DC.
- Cleome gynandra L.
- Cleome hassleriana Chod.
- Cleome iberica DC.
- Cleome isomeris Greene
- Cleome lutea Hook.
- Cleome multicaulis DC.
- Cleome ornithopodioides L.
- Cleome platycarpa Torr.
- Cleome rutidosperma DC.
- Cleome serrata Jacq.
- Cleome serrulata Pursh
- Cleome sparsifolia S. Wats.
- Cleome speciosa Raf.
- Cleome spinosa Jacq.

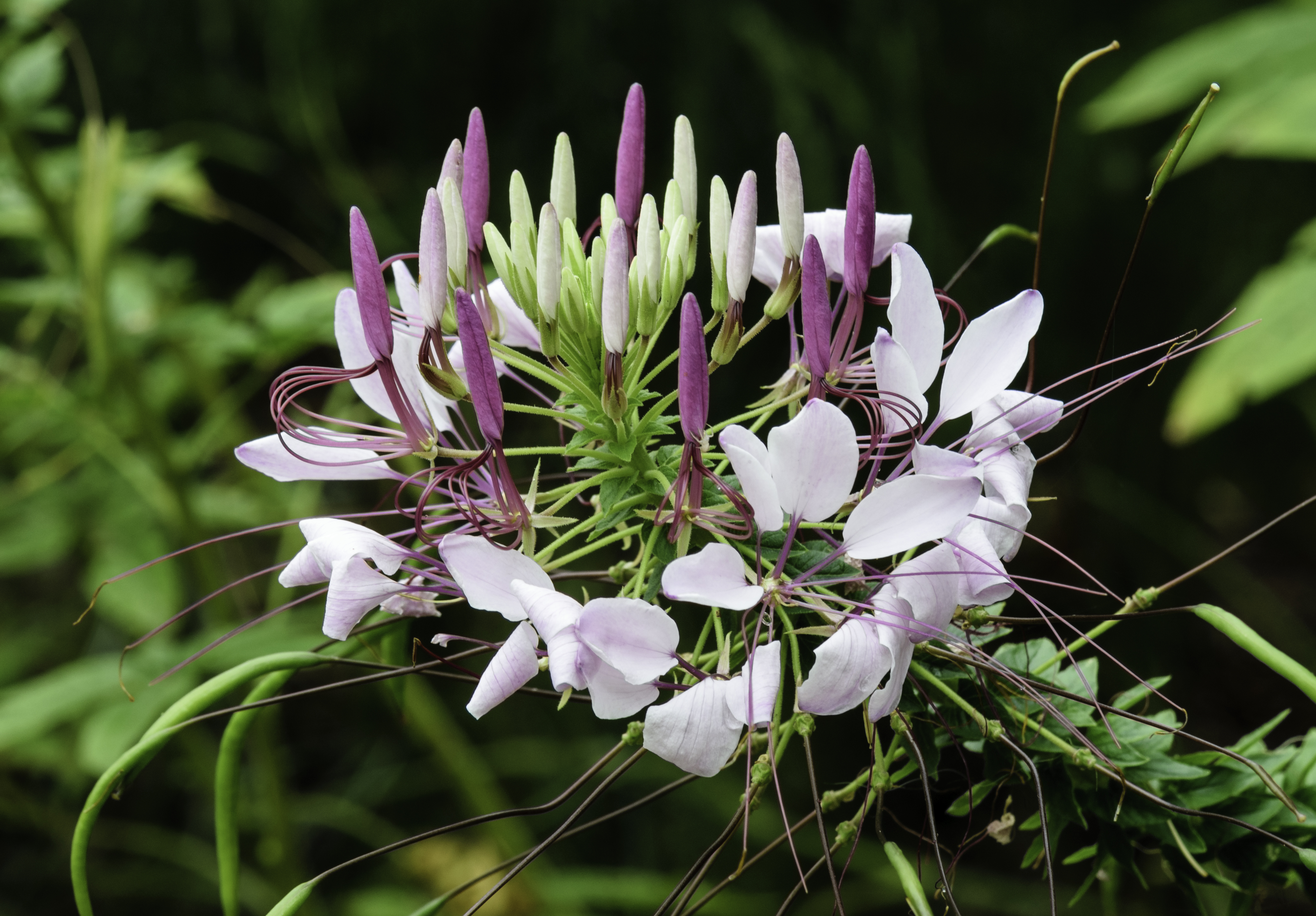
Cleome hassleriana, dans le Norfolk Botanical Garden.

- Cleome stenophylla Klotzsch ex Urban
- Cleome viscosa L.

### Espèces

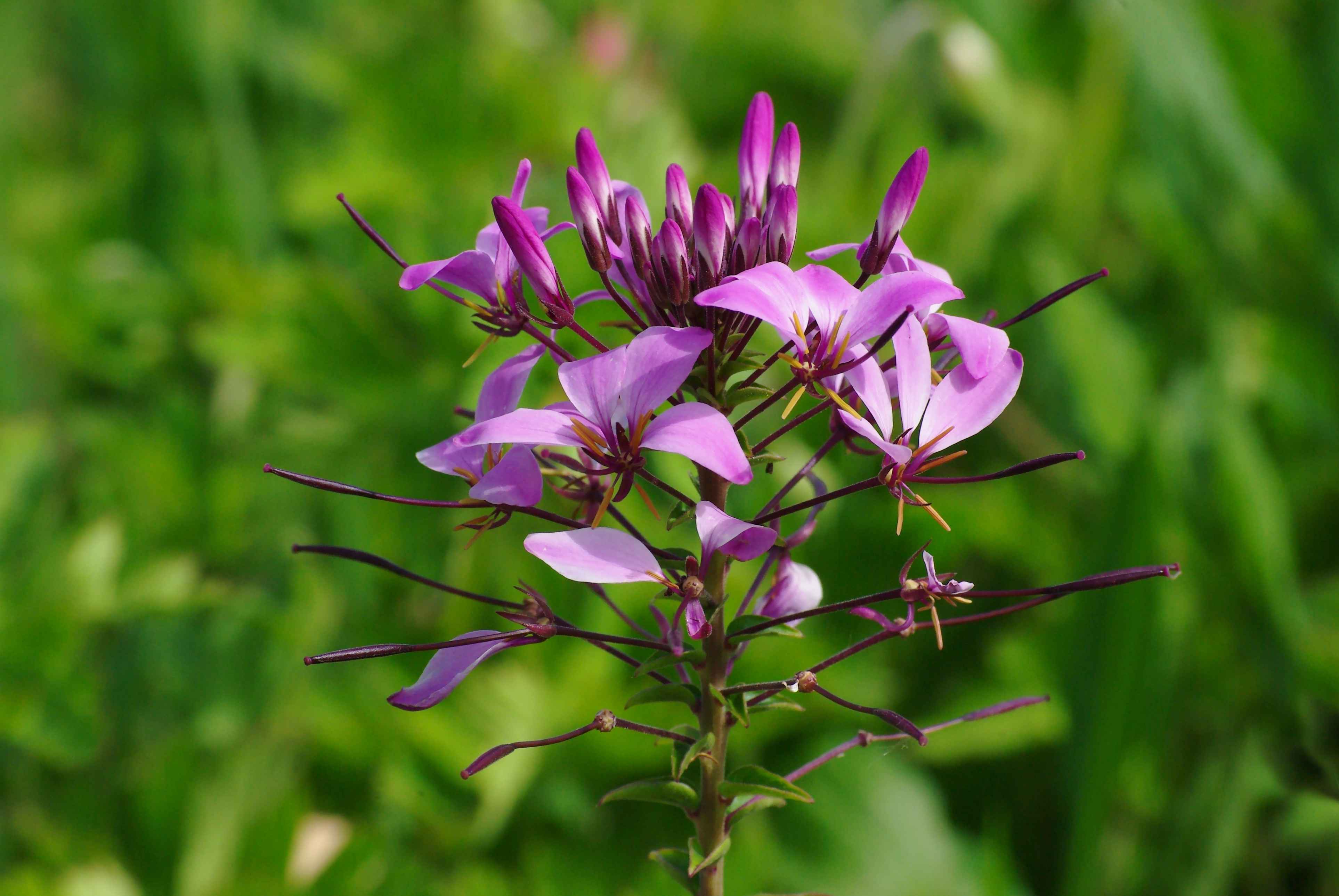
Cleome spinosa

| - Cleome aculeata L. - Cleome anomala Kunth - Cleome arborea Kunth - Cleome augustinensis (Hochr.) Briq. - Cleome chilensis DC. - Cleome cordobensis Eichler ex Griseb. - Cleome diffusa Banks ex DC. - Cleome eosina J.F.Macbr. - Cleome flexuosa F.Dietr. - Cleome gigantea L. - Cleome glabra Taub. ex Glaz. - Cleome guianensis Aubl. - Cleome gynandra L. - Cleome hassleriana Chodat - Cleome herrerae J.F.Macbr. - Cleome hirta (Klotzsch) Oliv. - Cleome iberica DC. - Cleome isomeris Greene - Cleome lanceolata (Mart. & Zucc.) H.H.Iltis - Cleome lechleri Eichler - Cleome lutea Hook. - Cleome micrantha Desv. ex Ham. - Cleome monophylla L. | - Cleome multicaulis DC. - Cleome ornithopodioides L. - Cleome paludosa Willd. ex Eichler - Cleome parviflora Kunth - Cleome pilosa - Cleome platycarpa Torr. - Cleome psoraleifolia DC. - Cleome rubella Burch. - Cleome rutidosperma DC. - Cleome serrata Jacq. - Cleome serrulata Pursh - Cleome sparsifolia S.Wats. - Cleome speciosa Raf. - Cleome spinosa Jacq. - Cleome stenophylla Klotzsch ex Urban - Cleome stylosa Eichler - Cleome titubans Speg. - Cleome trachycarpa Klotzsch ex Eichler - Cleome tucumanensis H.H.Iltis - Cleome violacea L. - Cleome viridiflora Schreb. - Cleome viscosa L. - Cleome werdermannii A. Ernst |

- Liste complète

## Synonymes
- Gynandropsis DC.
- Chilocalyx Klotzsch
- Dianthera Klotzsch
- Justago Kuntze
- Pedicellaria Schrank
- Physostemon Mart.
- Rorida J.F. Gmel.
- Tetrateleia Arw.
- Tetratelia Sond.